# Bolitophila scherfi
Bolitophila scherfi is een muggensoort uit de familie van de Bolitophilidae. De wetenschappelijke naam van de soort is voor het eerst geldig gepubliceerd in 1970 door Plassmann.